# درادون
دهرادون
شهر دهرادون (به انگلیسی: Dehradun) با جمعیت ۵۵۱٫۳۲۲ نفر در ایالت اوتاراکند در کشور هند واقع شده‌است.

## نگارخانه

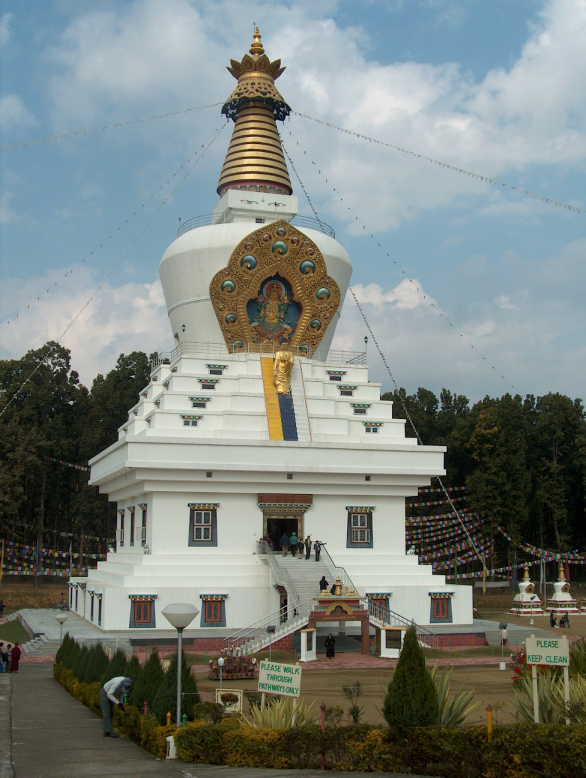
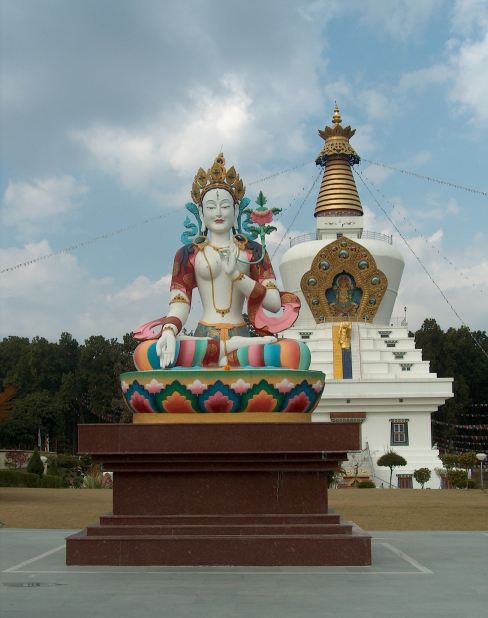
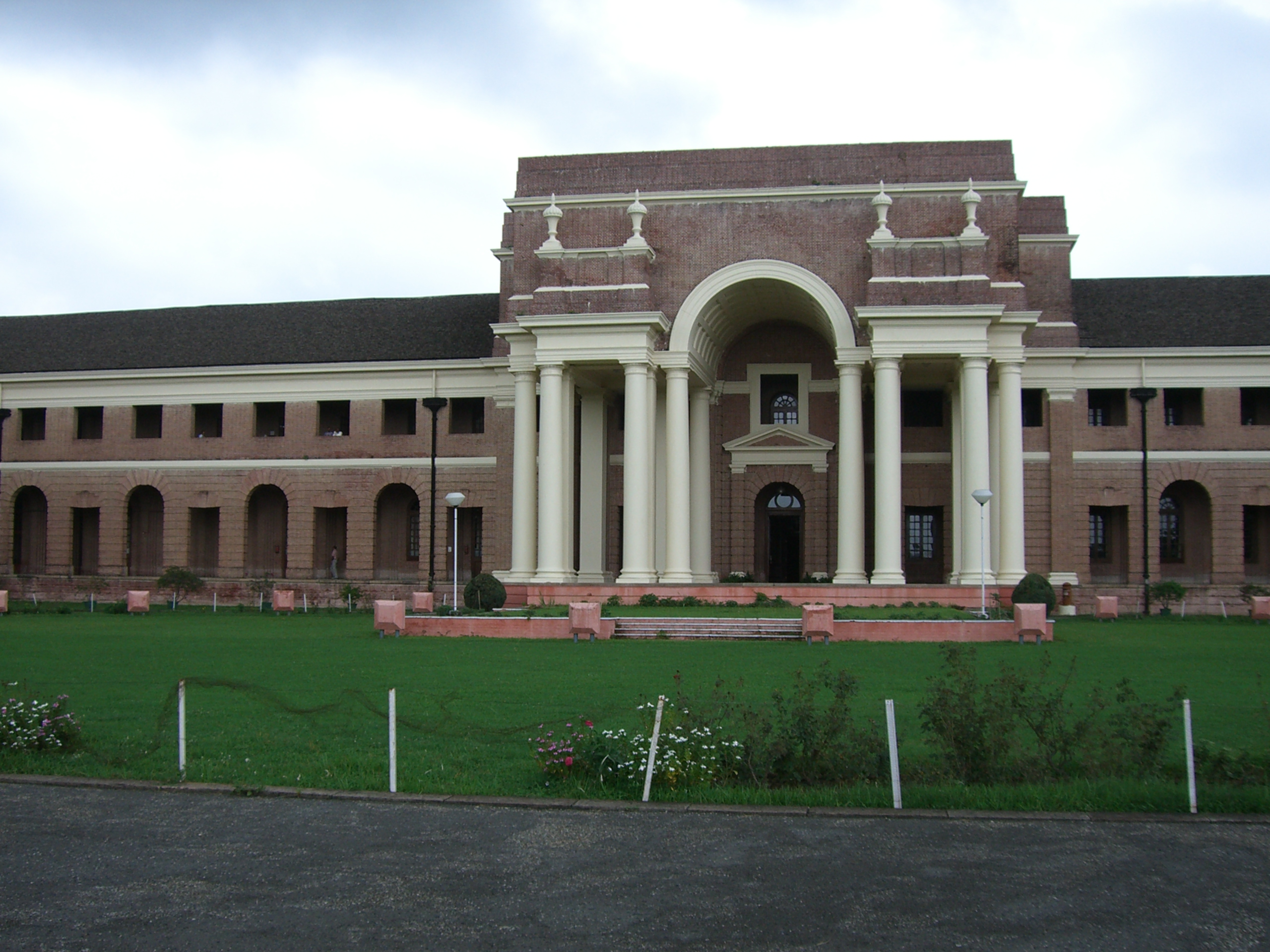
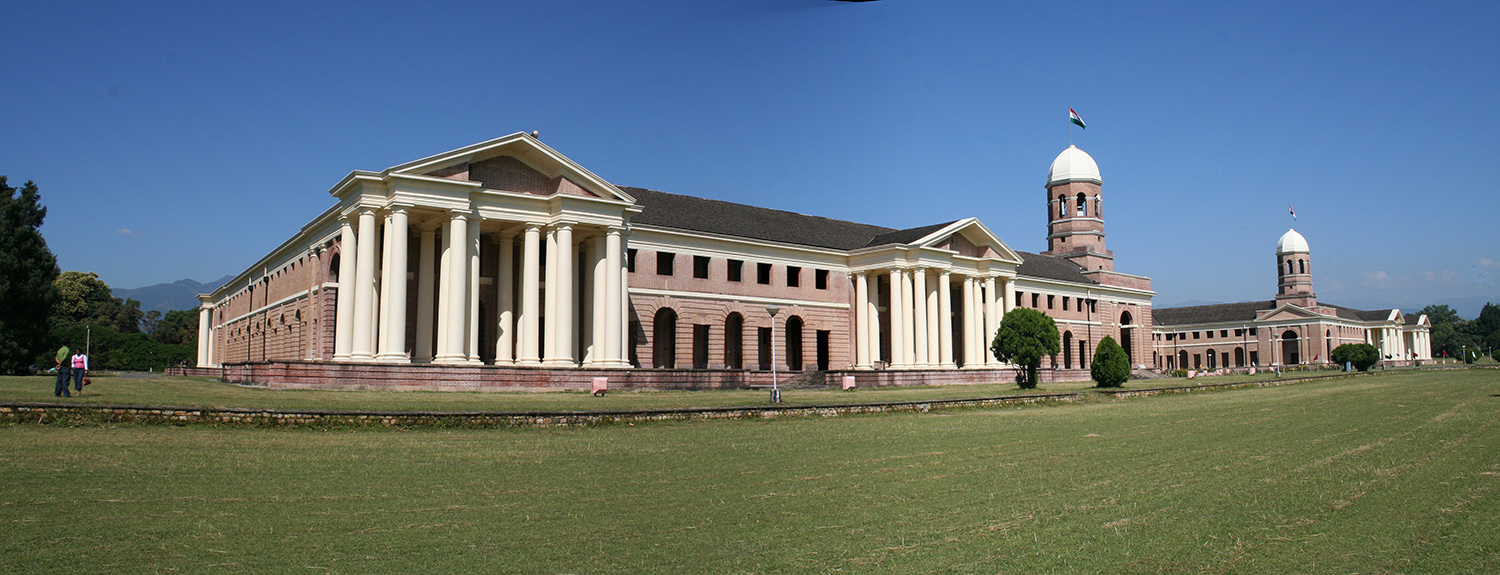
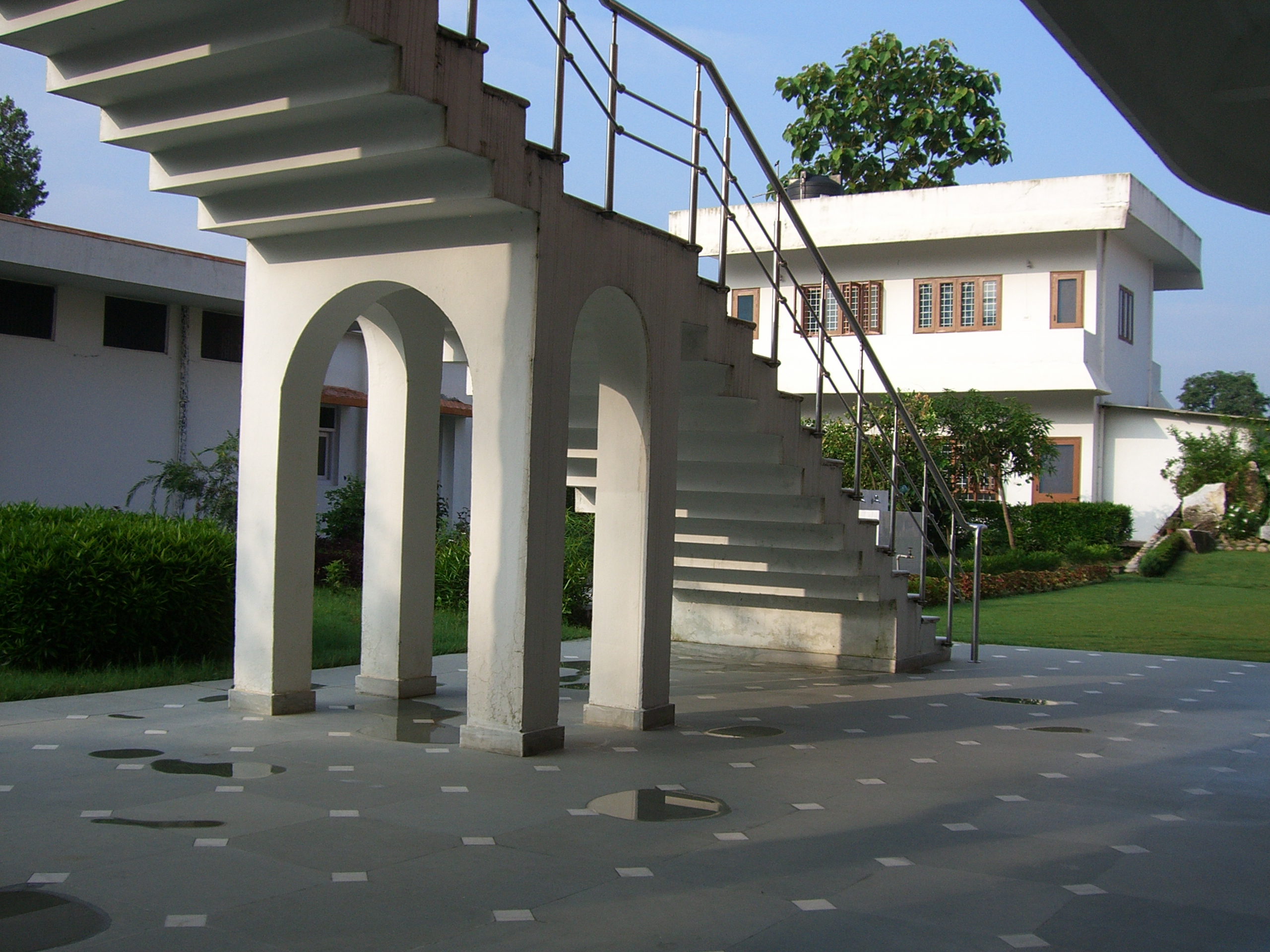
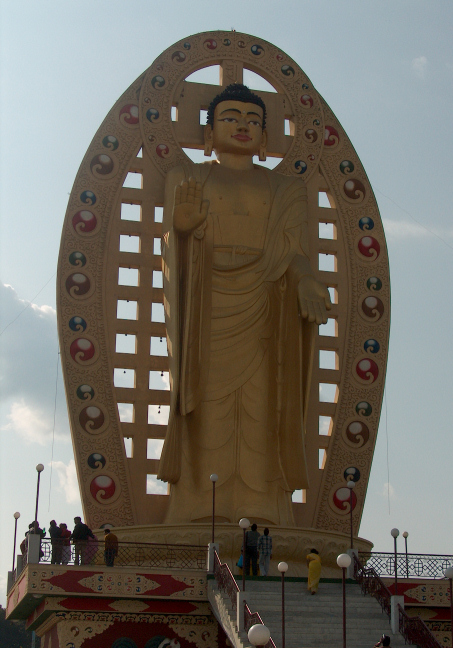
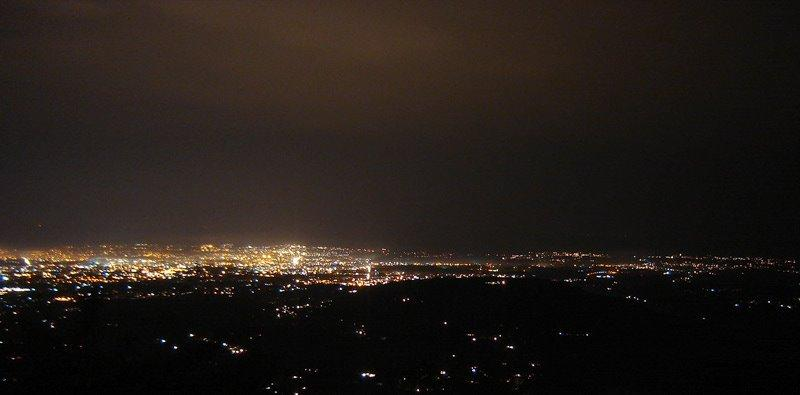